# 1684 w polityce

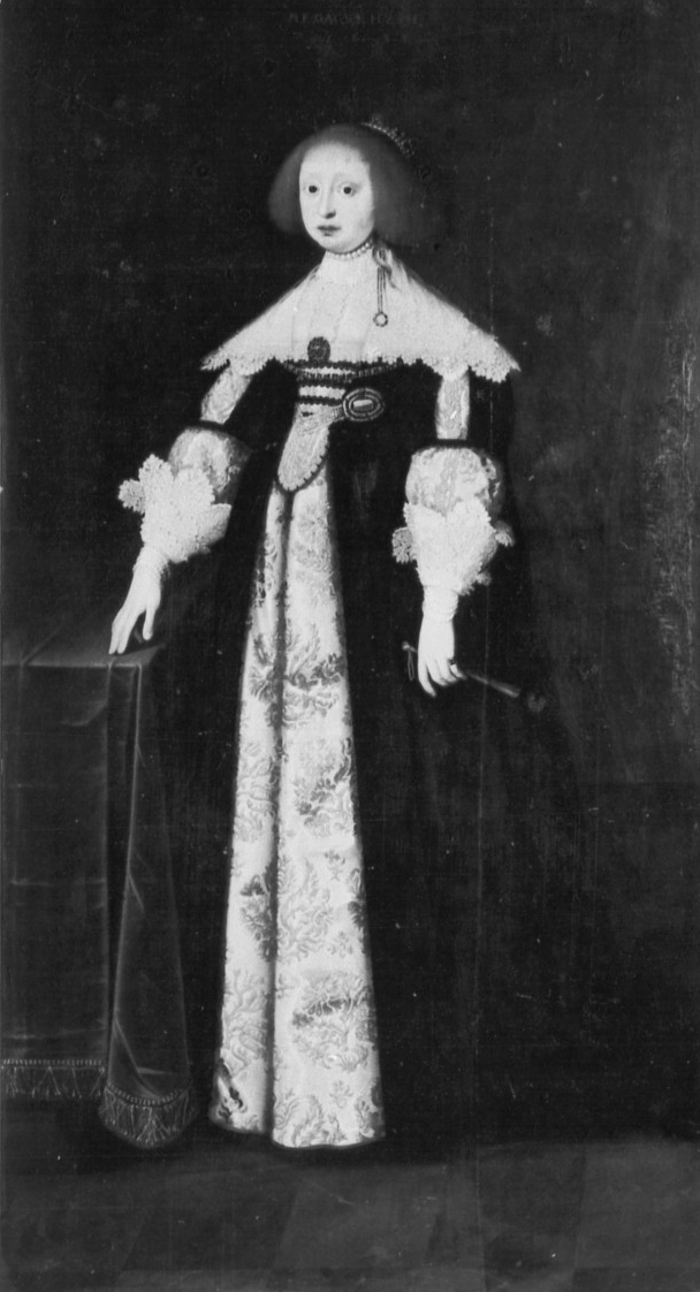
Maria Elżbieta Saska

Wydarzenia polityczne w 1684 roku.

## Zmarli
- 24 października Maria Elżbieta Saska, księżna Holsztynu-Gottorp[1].